# Вудлон Бич (Флорида)
Вудлон Бич (енгл. Woodlawn Beach) насељено је место без административног статуса у америчкој савезној држави Флорида.

## Демографија
По попису из 2010. године број становника је 1.785.
| Група             | 2000.    | 2010.         |
| Белци             | 0 (0,0%) | 1.606 (90,0%) |
| Афроамериканци    | 0 (0,0%) | 32 (1,8%)     |
| Азијати           | 0 (0,0%) | 17 (1,0%)     |
| Хиспаноамериканци | 0 (0,0%) | 88 (4,9%)     |
| Укупно            | 0        | 1.785         |